# Instituto de Investigación en Inteligencia Artificial
El Instituto de Investigación en Inteligencia Artificial (IIIA-CSIC) es un centro de investigación del Consejo Superior de Investigaciones Científicas (CSIC), radicado en el Campus de Bellaterra de la Universidad Autónoma de Barcelona (UAB) y centrado en el ámbito de la inteligencia artificial (IA), siendo centro de referencia en España en este campo.
Fue creado en 1994 a partir del grupo de investigación en inteligencia artificial del Centro de Estudios Avanzados de Blanes del CSIC, fundado a su vez en 1985. Entre sus líneas de trabajo se encuentran la modelización y automatización del razonamiento complejo, el aprendizaje automático, los mercados electrónicos, la robótica, y la IA aplicada a la música.
Está dirigido por Carles Sierra quien sucedió en el cargo a Ramón López de Mántaras.